# Korakoppa, Parasgad
Korakoppa là một làng thuộc tehsil Parasgad, huyện Belgaum, bang Karnataka, Ấn Độ.